# Lajos-forrás
A Lajos-forrás egy bővízű forrás, amely a Visegrádi-hegységben, Szentendre területén, a Lajosforrás külterületi településrészen, az 587 méter magas Bölcső-hegy tömbjében fakad. Népszerű kirándulóhely, számos turistaút érinti. Közel van hozzá a Holdvilág-árok, a Janda Vilmos-kulcsosház és a Sikárosi-rét is. A forrást környező erdők nagy része Pomázhoz és Pilisszentlászlóhoz tartozik.

## Megközelítése
Közúti megközelítése: Szentendre központjában a 11-es főútról (Dunakanyar körút) Pilisszentlászló felé kell fordulni az 1116-os útra, majd Izbéget elhagyva arról a Dömörkapu felé vezető 11 113-as útra letérni, végül pedig arról a 11 114-es számú mellékútra kanyarodni, utóbbinak Lajosforrás a végpontja.

## Története
Egyes hagyományok szerint a forrás már évszázadok óta Nagy Lajos király nevét őrzi, aki szeretett vadászni ezen a környéken. A környéken a 18. század elejétől megtelepült szerbek Dobrá voda néven tartották számon a forrást, e név magyar megfelelője, a Jóvíz-dűlő lett később a környék egyik hivatalos elnevezése is. A ma is látható forrásmedencét 1908-ban építette a Magyar Turista Egyesület „Péntekiek” asztaltársasága, Gabrinyi Sámuel építész bevonásával, a forrást pedig a vidéket akkoriban tulajdonló báró Podmaniczky Lajos után nevezték el. A forrás mellett 1947-2005 között turistaház működött, előtte tágas buszfordulót is kialakítottak, hogy a turistabuszokkal is megközelíthető legyen. Tavasztól őszig hétvégi napokon a Szentendrei HÉV állomástól Dömör-kapuig közlekedő 868-as jelzésű busz érinti Lajosforrást.
A forrásból kifolyó víz a Jóvízű-patakot táplálja, de foglalása úgy van kialakítva, hogy az arra járók is tudnak vételezni belőle kisebb űrtartalmú edényzetbe; a közelben található figyelmeztető kiírás szerint a víz saját felelősségre iható.

## Képgaléria

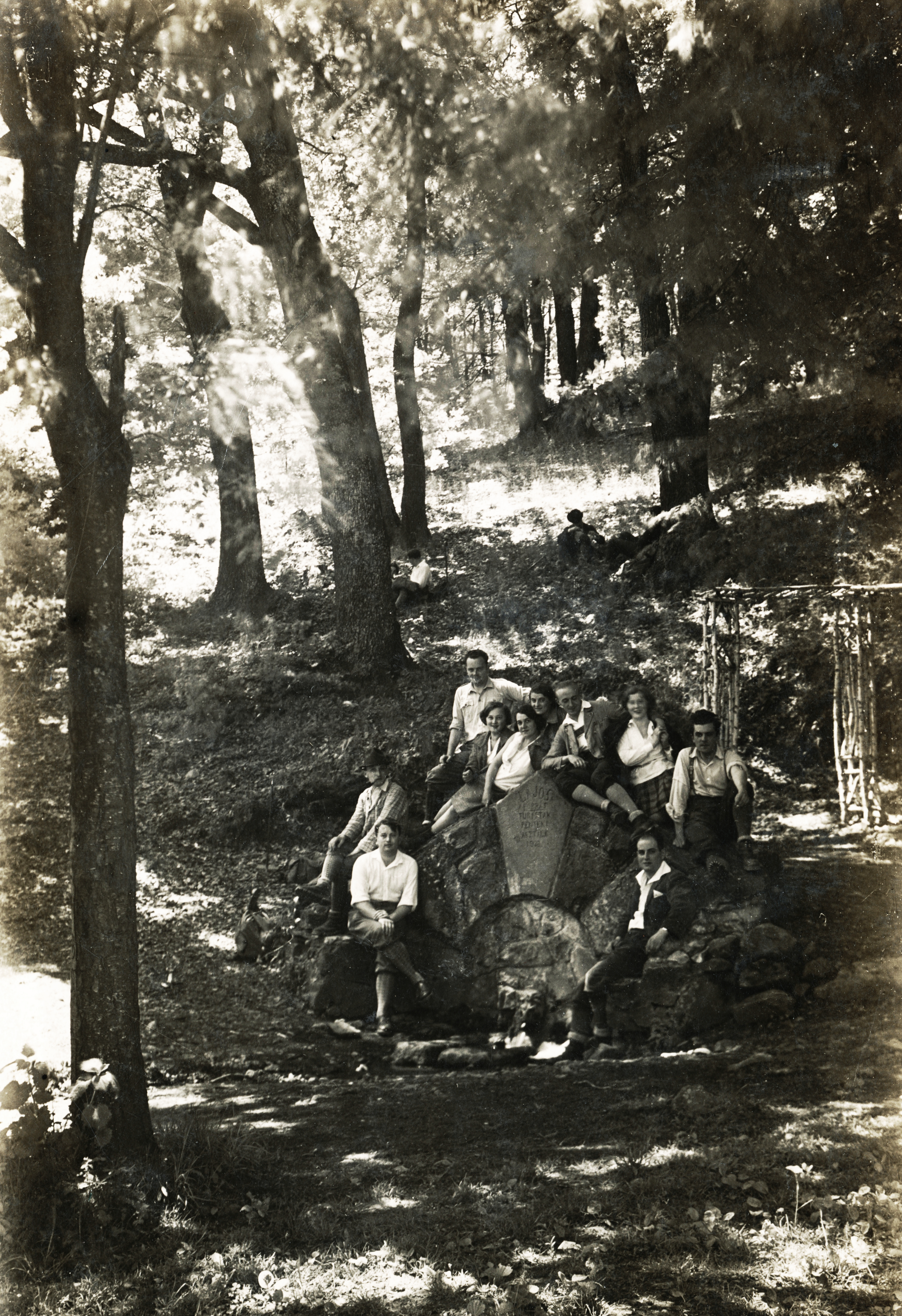
Turisták a forrásnál 1924-ben
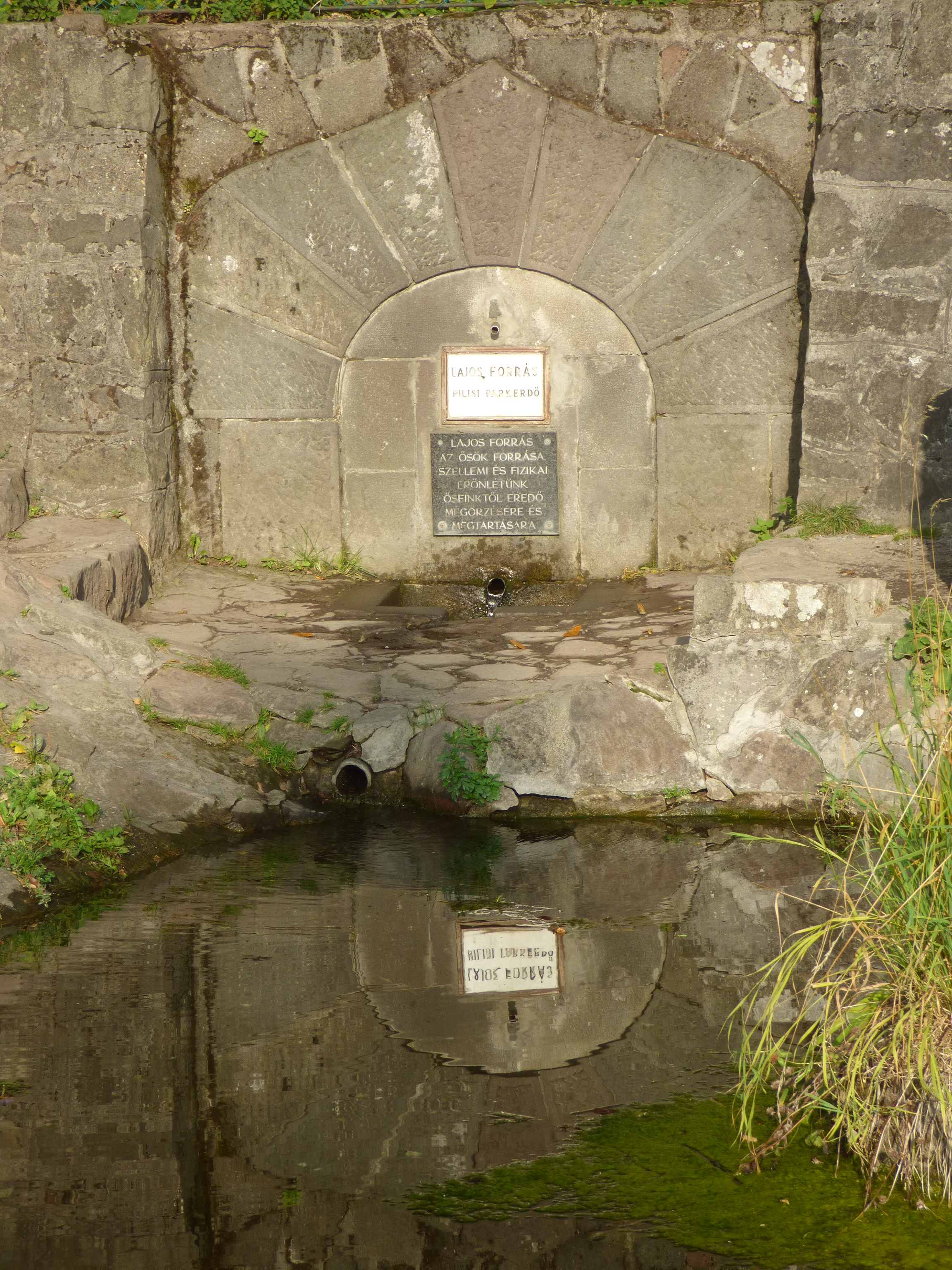
A Lajos-forrás és tükörképe
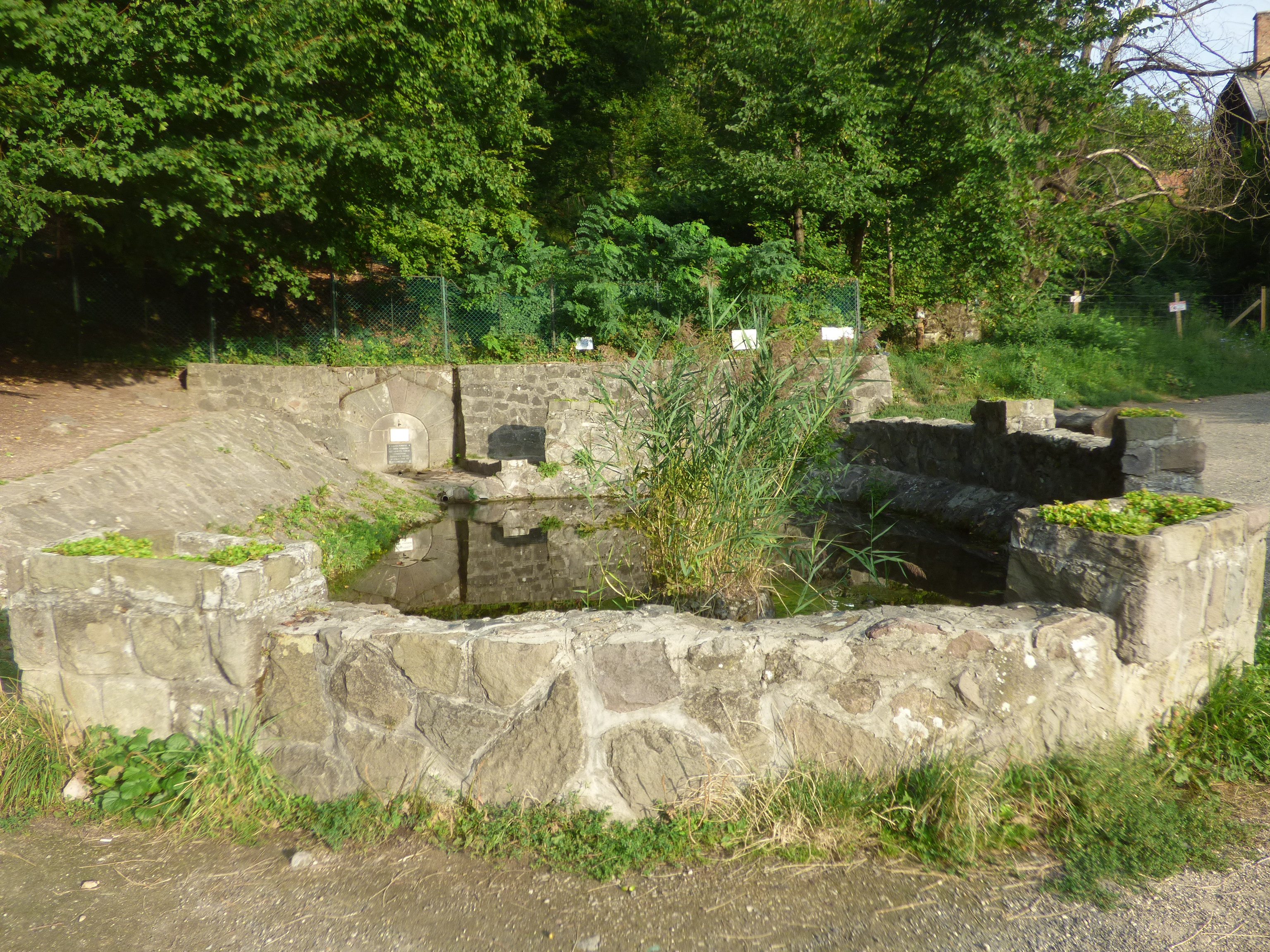
A Lajos-forrás medencéje